# Pierre Henri Grollier
Pierre Henri Grollier (Montpellier, 30 mars 1826-Good Hope, 4 juin 1864) est un missionnaire français. 

## Biographie
Missionnaire chez les Oblats de Marie-Immaculée, il est ordonné prêtre en 1851 par Eugène de Mazenod et est envoyé dans les missions du Nord canadien où dès 1852, il seconde Henri Faraud sur les bords du lac Athabasca à La Nativité. 
En 1853, il fonde la mission Notre-Dame-des-Sept-Douleurs et apprend les langues indiennes pour l’évangélisation des peuples. Lors d'une expédition, il se perd dans la forêt et manque mourir de faim et de froid. Il attrape alors une maladie pulmonaire dont il mourra en 1864. 
Fondateur de la mission Saint-Joseph (1858) sur le Grand lac des Esclaves, il se heurte violemment aux missionnaires protestants, fondant coup sur coup des missions en face des installations protestantes. En avril 1859, évangélisant les Montagnais et les Couteaux-Jaunes, il fonde au Fort Rae la mission de Saint-Michel chez les Flancs de Chien. 
Au débouché du Grand lac de l'Ours, il fonde la mission de Fort Norman (août 1859) et, à Good Hope, la mission Notre-Dame-de-Bonne-Espérance (31 août). Pendant l'été 1860, il descend le Mackenzie jusqu’au delta puis remonte la rivière Peel jusqu'au Fort McPherson où il rencontre des Esquimaux et convertit les Loucheux. 
Malheureusement, à son retour l'année suivante au Fort, il découvre que les Loucheux ont choisi le protestantisme après avoir été détournés par des offres de thé et de tabac. Il décide de revenir alors à Good Hope où il accueille les pères Vital Grandin et Jean Seguin. Il y meurt en 1864 et y est inhumé. 
Missionnaire intrépide et courageux, Grollier montra tout au long de son missionnariat un rejet pratiquement fanatique du protestantisme qu'il combattra toute sa vie.